# La 1
La 1 (abans anomenat La Primera i històricament coneguda com a VHF, TVE 1 o Televisió Espanyola, Primera Cadena) és el primer canal de Televisió Espanyola (TVE), d'àmbit generalista, i el primer canal que va emetre a l'estat espanyol.

## Història

### Emissions experimentals de televisió a Espanya
Al juny del 1948, durant la Fira de Mostres de Barcelona, es va realitzar el primer programa televisiu en proves, que va durar al voltant de 20 minuts i fou presentat per l'actor Ángel de Andrés. La Radio Corporation of America va retransmetre una correguda de bous a l'agost del 1948 des del Cercle de Belles Arts.

### Televisió d'RNE
Després d'aquestes breus experiències, entre l'1 de novembre del 1950 i la primavera del 1952 es realitzaren les primeres emissions experimentals de televisió des d'un laboratori d'RNE del Paseo de la Habana de Madrid. Aquestes primeres emissions eren captades només per quinze televisors.
A l'octubre del 1952 s'establiren horaris per a la programació en proves, que van perdurar fins a la inauguració oficial. Les emissions depenien d'RNE, fet pel qual rebien el nom de Televisión de Radio Nacional de España. Durant aquesta època experimental, els programes eren ocasionals i es feien per encàrrec, molt a sovint, de Franco una vegada per setmana. El 13 de febrer del 1953 la programació començà a emetre's dos dies per setmana, durant dues o tres hores per dia d'emissió.
El 24 d'octubre del 1954 les emissions experimentals de la Televisió d'RNE emeteren el primer partit televisat de la història del futbol espanyol, un partit entre el Reial Madrid i el Real Racing Club de Santander, utilitzant equips cedit per Marconi Española, amb cobertura exclusiva per a la ciutat de Madrid.
La Televisió d'RNE emetia espais musicals, magazins, espais dramàtics, pel·lícules, entrevistes i un noticiari ja enregistrat. A partir de la tardor del 1955 s'afigen més continguts a la programació, com algunes retransmissions especials. Els dimarts s'emetia programació per als adults, i els dijous programació infantil.

### Televisió Espanyola
Televisió Espanyola va començar les emissions regulars el 28 d'octubre de 1956, des dels estudis situats al Passeig de l'Havana a Madrid; van escollir aquest dia, ja que coincidia amb l'aniversari de la creació de la Falange Espanyola. Les emissions només podien ser percebudes en alguns punts de la capital espanyola i molt pocs comptaven amb un televisor que aleshores costava 30.000 pessetes, un alt preu per l'època. La majoria del parc de televisors disponibles (aproximadament 300) eren obsequis a alts càrrecs del franquisme per part dels seus corresponents ministeris.
TVE 1 es va inaugurar a les 20:30 hores amb una cerimònia religiosa que donava la benedicció a la televisió pública. Posteriorment es van produir els discursos dels directius de la cadena i el ministre Gabriel Arias Salgado, i es va passar a l'emissió d'uns documentals, per acabar amb cors i danses regionals i unes actuacions musicals.
Durant els primers anys TVE només podia veure's a Madrid i rodalia, mentre que es treballava la construcció de la infraestructura i la xarxa de repetidors en altres ciutats espanyoles. L'horari d'emissió era reduït a la nit, amb tres hores des de les nou del vespre fins a la mitjanit.
El 1957 van començar els informatius propis sota la denominació Telediario (fins aleshores TVE es nodria del NO-DO), va començar a emetre publicitat, i l'emissió s'amplià a un horari de sobretaula (des de les dues del migdia) amb un tancament a mitjan dia. Durant els primers anys el govern franquista continuava treballant per l'ampliació de la cobertura i, a més d'ampliar el radi d'emissions i nombre de receptors (12.000) a la capital, TVE va arribar a altres punts del país. El 15 de febrer de 1959, amb la inauguració dels Estudis Miramar, arriba la televisió a Barcelona, i al començament dels anys 60 comença a ser disponible a les principals capitals de províncies.
El 1964 s'inauguren els estudis de Prado del Rey, la qual cosa va suposar un avenç per al desenvolupament de la cadena. A mesura que personatges com Laura Valenzuela o Mariano Medina adquirien popularitat i des del moment que es van introduir programes com sèries nord-americanes, la demanda creix i la cobertura comença a ampliar-se. Aquest mateix any s'aconsegueix una xifra d'un milió televisors a les llars, nombre que es quadruplicaria el 1970.
Amb l'arribada del segon canal, UHF, la primera cadena passa a ser una televisió generalista mentre que els continguts culturals van passar al nou canal, a més de ser el més accessible per a gran part de la població espanyola, i en aquells anys destacaria per programes d'entreteniment, sèries i la cobertura d'espais en directe com alguns partits de futbol o el Festival d'Eurovisió. Les emissions en color (amb el sistema PAL) es van inaugurar el 1972, amb motiu dels Jocs Olímpics d'estiu d'aquest any, però, no seria fins a la fi de 1974 quan es va començar a regularitzar la programació en color. Des del 1978 tota la programació és en color.
Després de la mort de Franco TVE 1 es manté com a principal cadena de televisió pública. Comencen a aparèixer nous formats i programes que anteriorment no tenien cabuda a causa de la censura informativa, i sorgeix més pluralitat. També es van augmentar les hores d'emissió del canal amb l'aparició de la programació matinal el 1986. Amb l'arribada de les noves televisions privades el 1989 TVE 1 seria el canal generalista i amb més vocació comercial de TVE.

## Imatge corporativa de La 1

1956 - 1962
1962 - 1982
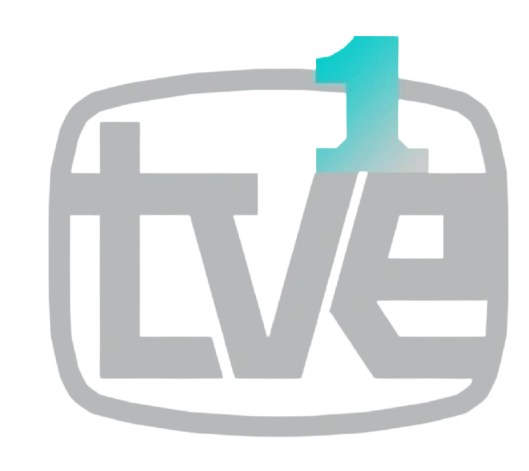
1975[11] - 13 de juny de 1982
1982 - 1990
Logotip utilitzat entre el 1984 i el 1986.
1990 - 1991
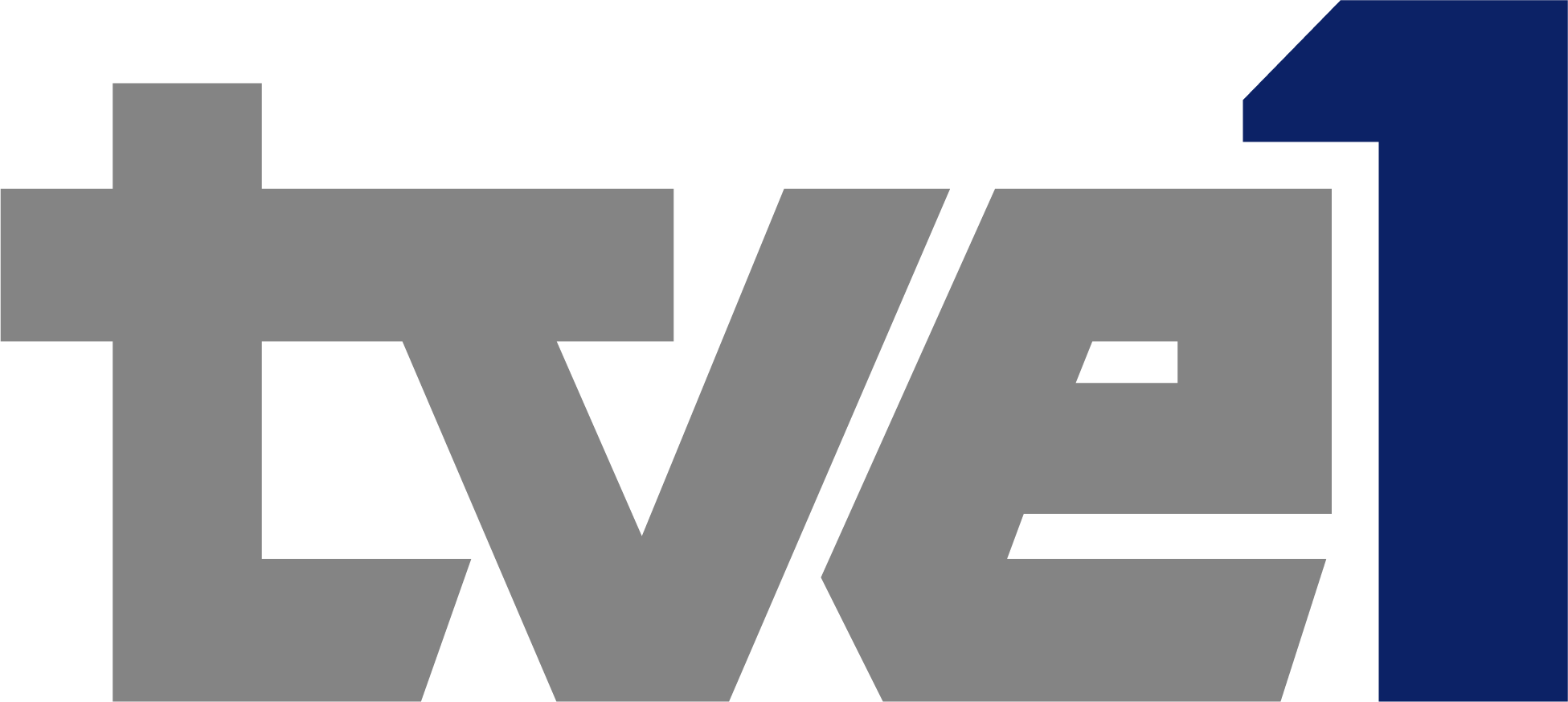
1991 - 2003
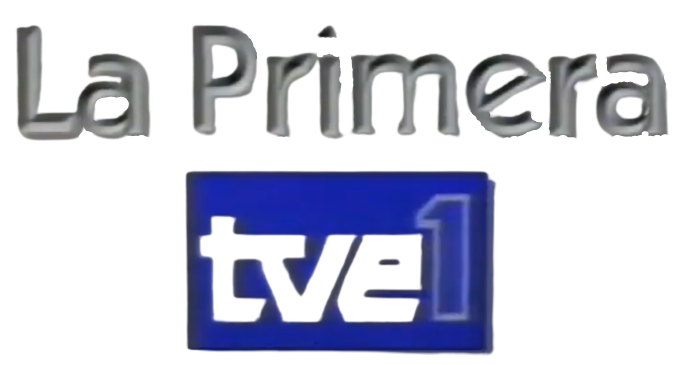
Logo alternatiu de La Primera utilitzat entre el 1991 i el 2003.
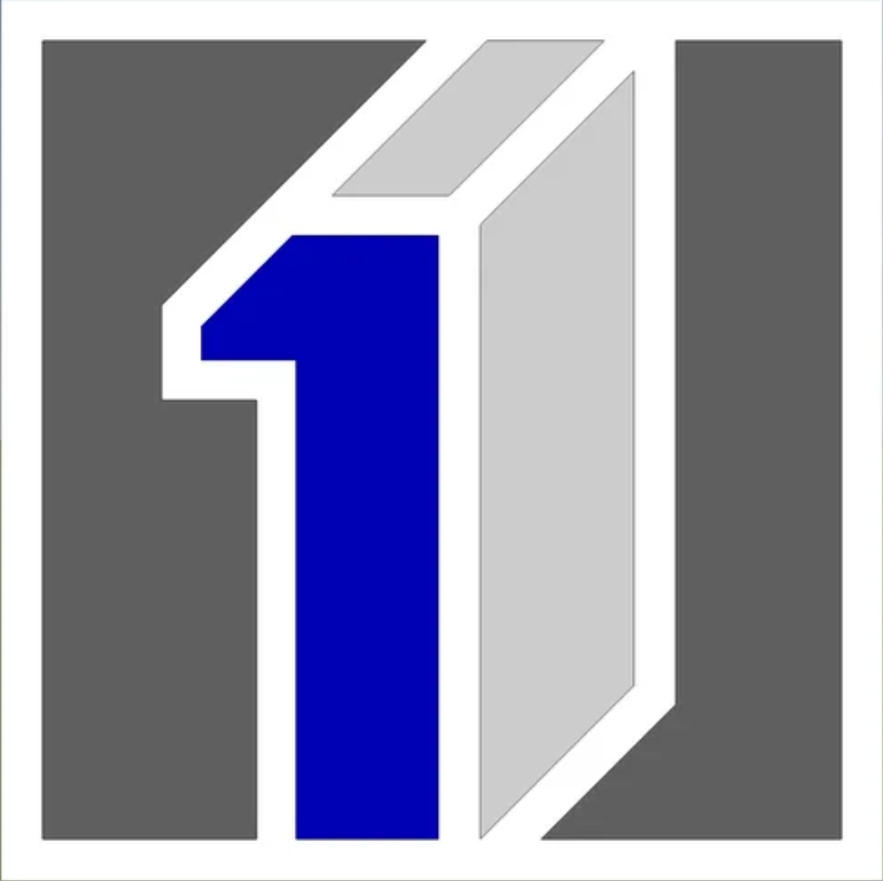
1991 - 1992
1992 - 1994
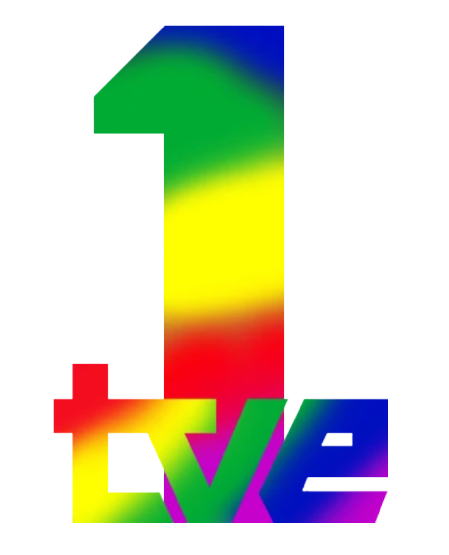
1994 - 1995
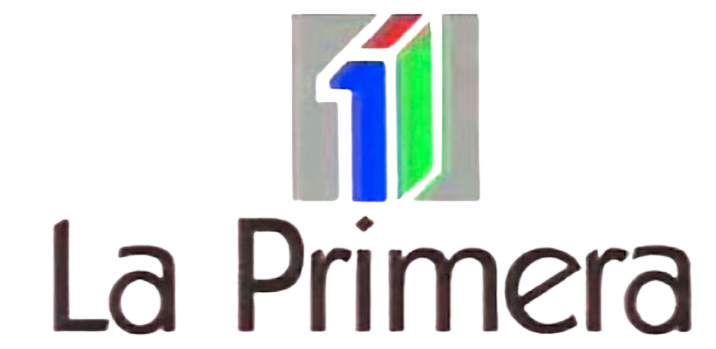
1995 - 1999
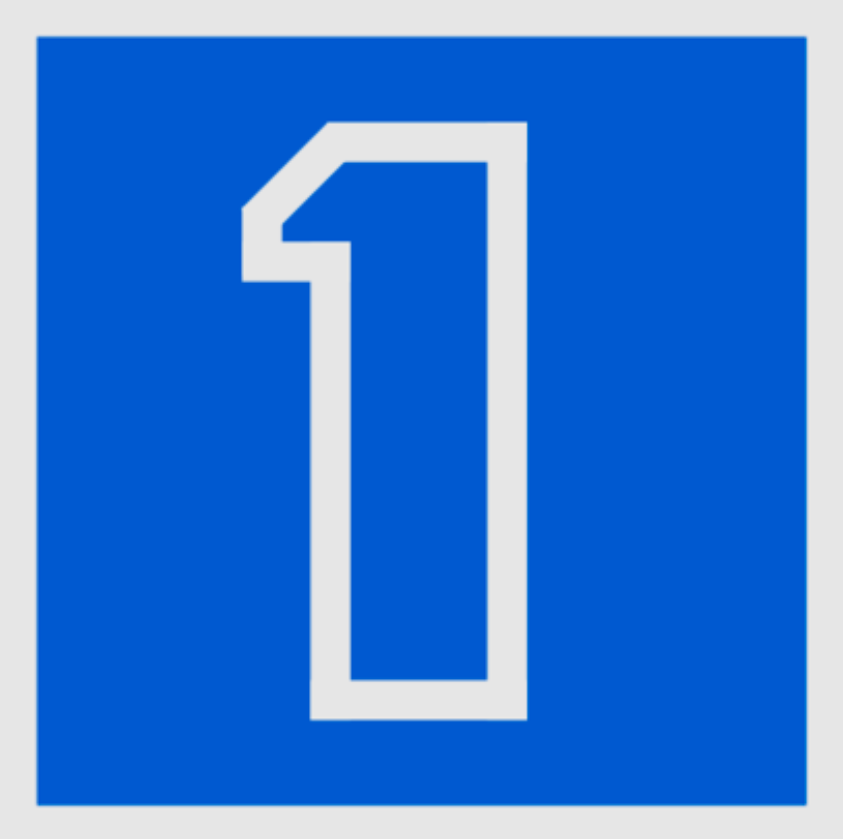
1999 - 2003
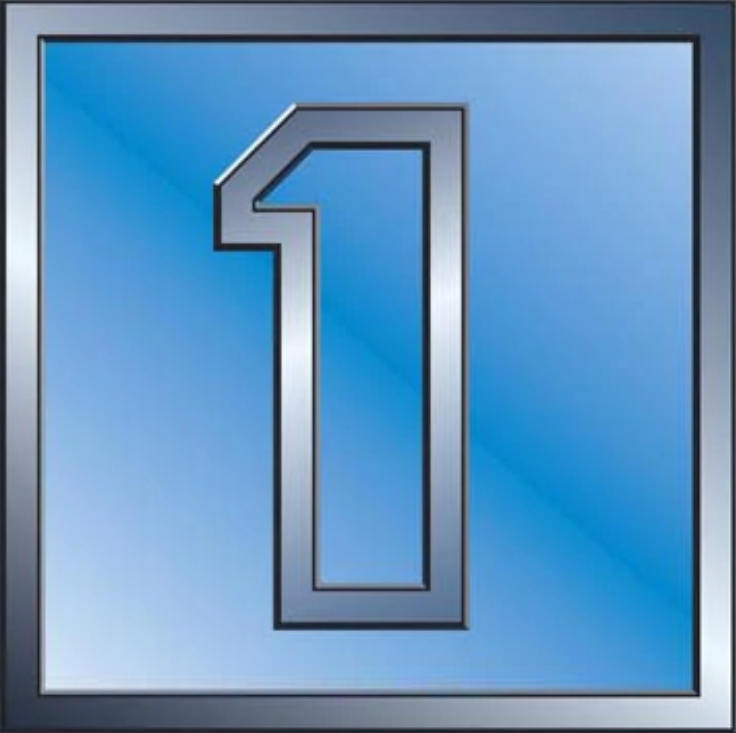
2003 - 2006
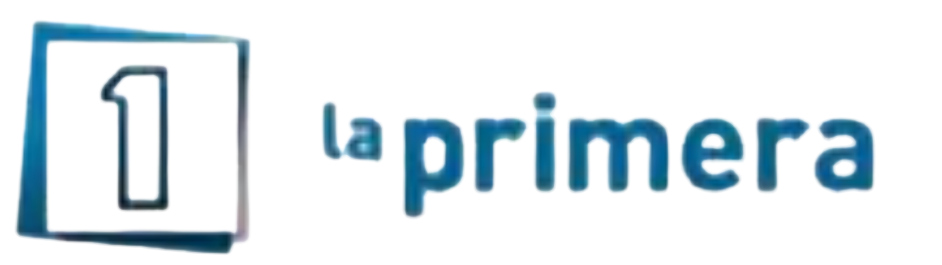
2006 - 2007
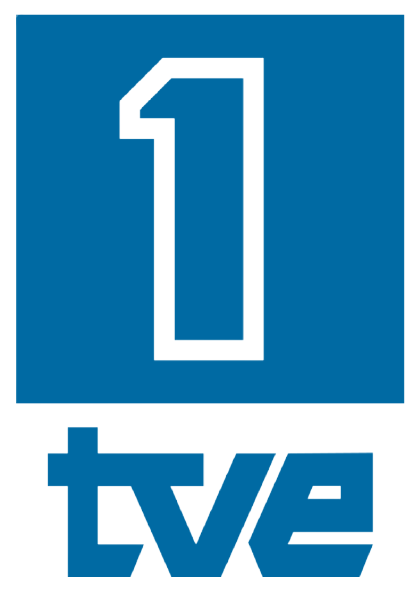
2007 - 2008
Des del 2008
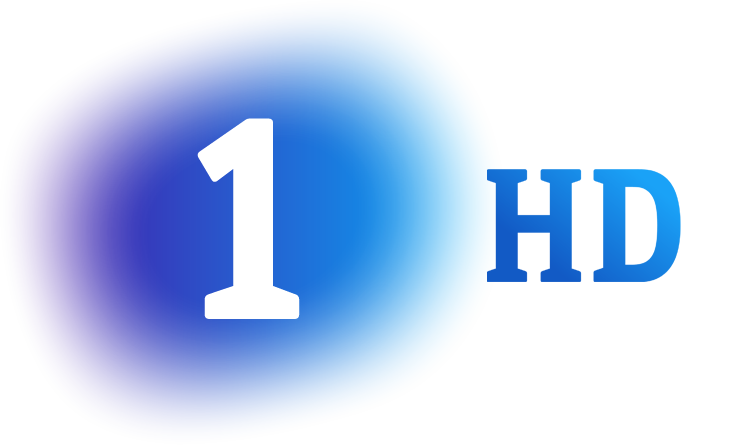
Logo de La 1 HD entre el 2014 i el 2019.
Logo de La 1 UHD des del 2024.

Com que la cadena de televisió principal i de major cobertura a tot el territori espanyol (ja que l'UHF no va arribar a tenir cobertura total fins ben entrats els anys 80), la primera cadena de TVE (i la segona) generalment no va fer servir molta imatge corporativa específica fins cap a 1988 (amb Pilar Miró al càrrec de RTVE), quan es va començar a posar èmfasi a subratllar la imatge corporativa tant dels canals individuals de TVE com de la imatge corporativa genèrica de l'organització de TVE, per a distingir-se davant la llavors imminent arribada de les televisions privades.
En general, avui dia es continua sense saber molt què i quin tipus d'imatge corporativa (a causa, entre altres coses, a la manca de referències així com de material de vídeo) utilitzava TVE-1 fins al 1982. El que se sàpiga alguna cosa de la imatge de TVE-1 entre 1982 i 1988 es deu a la creixent proliferació en aquests anys de l'ús del magnetoscopi a Espanya.

### Etapa del logotip clàssic (des de 1962 fins a 1991)
- 1962 - 1982:
  - El logotip era simplement el clàssic de TVE entre 1962 i 1991.
  - Les cortinetes eren molt curtes, i eren animacions de figures geomètriques.
  - Ja a la fi dels anys 70 (o principi dels 80) l'estudi d'animació publicitari novaiorquès Dolphin Productions, Inc havien preparat unes cortinetes per a les dues cadenes de TVE, seguint un estil psicodèlic dels setanta.
  - Pel 1980 també hi havia una cortineta publicitària en què apareixia una mosca de dibuixos animats en diverses situacions, acabant amb el logotip de TVE.
  - Per als Serveis Informatius havia un logotip especial per a La 1 i per a La 2, consistents en el logotip de TVE amb un 1 o un 2 a la dreta, depenent del canal, molt gran respecte al logotip de TVE. El logotip de La 1 va poder ser el prototip d'un dels dos logos "TVE1" que es van fer servir a partir de 1982.

- 1982 - 1988:
  - Ja a partir de la segona meitat de 1982 van aparèixer dos logotips: un logotip basat en un rombe amb una bola al mig (logotip que es va partir en quatre paral·lelepípedes i la bola al mig a partir de 1984), i el primer logo "TVE1" que no pertanyia només als Serveis Informatius. Els logotips van tenir diferents colors segons passava el temps.
  - Les cortinetes no tenien un ordre determinat, però fins al 1987 es van usar cortinetes "psicodèliques", i del 1987 al 1988 es fan servir cortinetes basades en figures de tota classe desintegrant i apareixent del no-res (el mateix vídeo però al revés).
  - A partir de la segona meitat de 1987, TVE-1 també va introduir una cortineta, principalment per tràilers (promocions de programes), i dissenyat pel xilè Hugo Stuyven, i en el qual els inicials "TVE1" apareixien en un Fons degradats de negre i blau. Aquesta cortineta seria retocada i reutilitzada per als tancaments d'emissió entre la segona meitat de 1989 i la segona meitat de 1991.
  - En aquest període TVE va començar a posar logotips en els cantons (les mosques) a La 1. Entre 1982 i 1988 hi va haver un gran desordre de mosques: podien aparèixer mosques com "TVE", "tve", "TVE1"… en l'emissió nacional, i podien ser o bé mecanografiades o bé el logotip. El color també variava; podien ser tant blanques com grogues, verdes, blanques, daurades, morades… Mentrestant, els Centres Territorials van començar a posar les seves pròpies mosques per a les seves emissions en directe d'esdeveniments (com "tve-n" a Navarra o "tve-g" a Galícia).

- 1988 - 1989:
  - Totes les cortinetes anteriors són eliminades i se'n introdueixen dues a les que la bola del logotip s'unia a la resta del logotip.[12]
  - El maig de 1989 TVE va introduir, per fi, mosques permanents pels seus dos canals.

- 1989 - 1990:

Ara els quatre paral·lelepípedes es apareixen girant i unint-se a la boleta, amb diversos fons: núvols, una carta d'ajust...
Els mateixos fons es van usar en les cortinetes de La 2 durant aquest mateix període, l'últim amb el logotip de la boleta amb els quatre paral·lelepípedes.
- 1990 - 1991:

Ara el logotip dels paral·lelepípedes és substituït pel "TVE1" que es va començar a emetre el 1989. La mosca és retocada i sembla un adhesiu, ja que al voltant té un quadrat gris que impedeix que no es vegi la mosca, com a La 2 i el seu logotip de transició al canvi de setembre de 1991.

### Etapa del logotip tricolor 3D (des de 1991 fins a l'hivern de 1999)
- 1991 - 1992:

El clàssic logotip de TVE, així com el "TVE1" que s'ha vingut utilitzant des de 1982, es retoca, retoc que es nota sobretot en la base de les lletres. Al seu torn, també es retoca el logotip de La 1. L'1 que s'estableix el 1991, és precisament el que farà servir aquesta cadena fins al 2008. La mosca, que romandrà la pantalla fins a l'1 d'abril de 2003, també es canvia, però ja el març de 1992, quedant el "1" de color blau i el logotip de TVE a blanc. A més hi va haver un altre logotip que va coexistir en aquesta temporada 1991/1992 a les cortinetes, que és semblant al logotip de La 1 que es faria servir des de la primavera de 1999 fins estiu de 2008.
- 1992 - 1994:

Es fa servir el logotip tricolor de colors blavosos (a La 1) i gris al costat del logotip "TVE1" de 1991, que apareixia a la pantalla en els inicis d'emissió o avanços de programació. Aquesta serà l'última vegada que s'usa en cortinetes, deixant la mosca fins a l'abril de 2003. El 1993 se li afegeixen al logo els colors vermell (dreta de La 1) i verd (a dalt) per a promocions i avanços de programació.
- Estiu de 1994: Apareix l'1 tridimensional completament groc, format pel dibuix d'un sol dins d'un quadrat semblant a un segell. La sintonia canvia totalment.[19] També apareix una cortineta diferent coincidint amb el Mundial de Futbol.[20]

- Setembre de 1994 - abril de 1995:

TVE 1 renova temporalment el seu logo, posant només l'1 a les cortinetes, passant a ser multicolor amb fons negre. Aquesta versió de l'1 desapareixerà l'abril de 1995, quan torna l'1 tridimensional i tricolor, amb la rotació dels colors verd (a la dreta de l'1) i vermell (a sobre de l'1).
- Abril de 1995 - Setembre de 1996:

Comencen a jugar amb el logotip i es crea l'eslògan "Somos La Primera", que només s'elimina per Nadal (quan canvia per "¡Feliz año nuevo!") repetit tant per gent corrent com per presentadors del canal (per exemple, Cruz y Raya). També es creen cortinetes diferents per a cada època de l'any. L'estiu de 1996 es tornen a fer servir les cortinetes del de 1995.
- Setembre a novembre de 1996:

La continuïtat és una transició entre la de la temporada 1995/1996 i la futura de 1997. La sintonia no varia fins a mitjans de 1997, però la continuïtat és semblant a la de la temporada anterior. En els sens fins apareixen puzles on apareixen com a peces d'un trencaclosques estrelles, ulls. i de vegades el logotip, que és l'1 de la temporada passada. A les promos el ticker és el mateix però format per les peces i l'1. A les cortinetes es poden veure una mà amb guants tacats de pintura o un temporitzador en el llançament d'un coet que fan un compte enrere. Cinc, quatre, tres, dos... i aquí apareix el logotip formant-se ràpidament amb la inscripció "La Primera" a sota.
- Nadal de 1996 a 1997:

La 1 està envoltat de xampany, les bombolles formen el logo en les promos. Per això les cortinetes són daurades.
- Gener a juny de 1997:

Apareix una mena de llençol sempre acompanyant el logotip. L'animació de La 1 és semblant a la d'abans de Nadal i els grafismes en promos canvien després de 2 anys utilitzant diferents variants (estiu, tardor i Nadal de 1995, i després hivern, primavera, tardor i Nadal de 1996)
- Estiu de 1997:

A les cortinetes el logotip és exposat a l'aigua, ja sigui a meitat d'aquest amb un peix nedant, o caient a sobre del logo. Es fa servir el color blanc de fons.
- 1997 - 1998:

El logotip és exposat a diversos formats (metall, costura, cromàtic) en les seves cortinetes, amb la seva modificació cap a aquests conceptes. Unes molt bones cortinetes en relació als efectes aconseguits del logo, sense cap mena de sobrietat.
- Nadal de 1997 a 1998:

El logotip apareix entre confeti blau, verd i vermell, està format per boletes o bombetes blaves, verdes i vermelles... Es tendeix a utilitzar el color negre de fons, encara que també s'ha vist de color blanc.
- Estiu de 1998:

Apareix el logotip enmig d'una piscina amb nedadores nedant al voltant d'ell.
- Tardor de 1998-Primavera de 1999:

És manté el logotip de 1995, es divideix en quadradets petits que en donar la volta eren cada un la cara d'una persona. Aquestes cares van ser les protagonistes d'una campanya publicitària de TVE d'aquesta època amb la cançó «High» de Lighthouse Family.
- Nadal de 1998 a 1999:

Els sens fins (cortinetes llargues) són molt semblants a les de tardor de 1998 però apareixen neu i una estrella fugaç que impacta sobre el logotip de La 1, i en els quadradets s'intercalen entre les cares de les persones imatges nadalenques, com flocs de neu. A les cortinetes nadalenques apareixen els Reis Mags en els costats d'un cub i després breument el logotip de la 1.
Van ser les últimes cortinetes amb el logotip tricolor i tridimensional de la 1, que desapareix el 4 d'abril de 1999.

### Etapa del logotip bidimensional dels anys 2000 (des de la primavera de 1999 fins al 2008)

Antic logotip de La Primera entre 1999 i 2008.

Consisteix en l'1 de 1991 centrat en un quadrat, fet servir fins al 2008. S'inicia una nova etapa en la imatge corporativa de la cadena. A partir d'aquí, es pot observar un major dinamisme, millors efectes, etc. Es produeix una millora en gairebé tots els aspectes respecte a anys anteriors: és una evolució, la imatge es fa més moderna i més àgil, sobretot a partir del 2001.
- Primavera de 1999: Les noves cortinetes consisteixen en el logo acostant-se des del centre de la pantalla, mentre de fons estan imatges de flors amunt i avall i al centre un rectangle amb núvols que passava a un quadrat quan quedava en ell centrat el logo. La cançó era "Rainbow Rings" del grup Eagle-Eye Cherry sonant de fons vent o sons d'ocells.[43]

- Estiu de 1999: Iguals a les de primavera, només que aquesta vegada apareixen nedadores en el fons de la piscina en lloc de les flors. La música està sencera amb algun so d'aigua.[44]

- Tardor de 1999: Apareix una continuïtat que barreja elements de les cortinetes estiuenques (les imatges reals, però en aquest cas apareixen diverses imatges com un home pescant o un vaixell prop d'una platja) amb les primaverals (els núvols), però en les cortinetes apareixen al revés de com ho feien abans (els núvols amunt i avall i les imatges a l'esquerra i a la dreta del logotip de La 1).[45]

- Nadal de 1999 a 2000: Apareixen arbres de fons amb una barreja de l'animació del logo de La 1 entre la qual es va usar des de primavera a la tardor de 1999 i la que es farà servir des del gener fins a juny de 2000. És considerada una de les millors cortinetes de TVE.[46]

- Hivern i primavera de 2000: El logotip de La Primera apareix formant-se sota un fons blau. Al fons apareixen quadrats i uns com els del logotip. Aquest format va romandre en els patrocinis dels programes de la cadena fins a la tardor de 2006.[47]

- Estiu de 2000: És un retoc de la continuïtat d'hivern de 2000. Apareixen persones nedant amb lleons marins amb la continuïtat de la 1 d'hivern de 2000 i amb onades marines de fons.[47] Apareix una promoció amb les mateixes persones nedant amb la famosa cançó "Teardrop" de Massive Attack. Cal destacar, coincidint amb Sydney 2000 l'aparició en pantalla d'unes cortinetes com les d'hivern de 2000 amb les anelles olímpiques i més de la marca TVE.

- 2000-2001: L'octubre de 2000 apareixen unes noves cortinetes i fan algunes variacions diferents en la continuïtat d'hivern de 2000 afegint a gent a les animacions i una sintonia nova, la cançó "I still no has found what I'm looking for "de U2, amb l'eslògan "TU".[48]

- Nadal de 2000 a 2001: La continuïtat és la mateixa del passat Nadal, però amb alguns retocs en la sintonia i en les promos.[49]

- Estiu de 2001: La sintonia la canta Cañaman amb la seva cançó "Vacaciones de Verano". No se sap molt d'aquestes cortinetes però sembla que en les cortinetes apareixia un televisor a la platja.

- 2001-2003: Va ser un gran canvi: mai abans havia utilitzat la tècnica de la càmera en moviment, i un bucle tan cura[Cal aclariment]
. Les cortinetes són creades a partir d'escenes de gent realitzant activitats quotidianes, i apareix el logotip, o bé reflectit a les habitacions, o bé estàtiques davant de l'habitació. Els colors usats en cada època de l'any és diferent: a la tardor són blaus,[50] per Nadal el color és més fosc[51] (donant més vivesa a les llums) i a l'estiu pren un to més clar.[52][53] La sintonia és "Porcelain" de Moby. Aquestes promocions li van valer un premi ATV de 2001 a TVE, en la categoria de Millor Disseny Visual, per cortesia d'Ostra Delta. Són, potser, les cortinetes més famoses i recordades de la història de la cadena.

- 2003-2004: El 21 de març del mateix any TVE torna a canviar el format de les seves cortinetes, després d'any i mig amb l'anterior, aprofitant el canvi d'estació. Es pot considerar una remasterització d'aquest, però amb una clara distinció: la càmera realitza un gir de 360°, deixant de banda el moviment dinàmic però ja sobri de 2001. La Direcció de Màrqueting va considerar que les anteriors promocions estaven ja desgastades i, d'aquesta manera, degut al seu èxit, només van modificar el moviment de la càmera. El motiu i el tema és el mateix: reflectir les activitats quotidians de diverses famílies al voltant de la televisió, a TVE. Caldria afegir una altra variant: l'espai. Ara no només apareixen accions d'interior, la càmera canvia sovint d'unes habitacions més grans i complexes que les d'abans a espais oberts, al camp, on les persones es mouen com peix a l'aigua. La fluïdesa dels sens fins denota una nova innovació respecte als anteriors treballs. Els colors segueixen les petjades de l'habitació: els tons van canviant de to segons ens trobem als sens fins de tardor-primavera, Nadal i estiu[54] (blavós, fosc i clar, respectivament). La música és "Hyperballad (The Fluke Mix)" de Björk (primavera 2003)[55] i "Porcelain" de Moby (estiu 2003-estiu 2004).[56] És de remarcar que en la versió d'aquesta última es van usar diferents versions, la normal i una altra que formava part d'un remix. En aquestes temporades es personalitzen diverses continuïtats degut a esdeveniments com la tornada d'Un, dos, tres o la Boda Reial del Príncep Felip amb Letizia Ortiz. En general, es dona un nou pas més en la realització d'aquest tipus de dissenys, i una major cura i dedicació en tots els seus aspectes. De nou, Ostra Delta realitza un treball excepcional.

Cal destacar que l'1 d'abril de 2003 es canvien les mosques de La 1 i La 2, afegint color i complexitat, després de més de deu anys utilitzant l'anterior. A la mosca apareix el logotip blau amb el quadrat i la vora de l'1 de color blanc i amb la marca TVE sota i no a l'esquerra. Aquestes mosques es van usar fins al 30 de setembre de 2007.
- 2004-2005:

El 19 setembre 2004 apareix una imatge més innovadora, on es veu a gent gaudint de l'ambient del camp (patinatge, futbol ...), i d'activitats d'una altra índole a l'aire lliure: entreteniment. Entre altres llocs, apareix el Parc de Juan Carlos I a Madrid. Es renoven els espais oberts. Ara, amb una gran qualitat d'imatge, es poleixen els simples detalls que adornaven els exteriors en les anteriors promocions. Desapareixen les habitacions, excepte per Nadal, on pràcticament tot el recorregut de la càmera es realitza per diferents parts d'una mateixa casa. Es va repetir en el següent Nadal. El gir de càmera ara sembla una barreja dels dos anteriors (el lineal de 2001 i l'angular de 2003). La sintonia es canvia, però no el seu fons: Green Grass of Tunnel, el qual continua a ser una música més o menys ambiental (igual que Porcelain), caracteritzada per la barreja d'instruments diversos. Un dels detalls a destacar és l'efecte vidre que realitzen al logo. Això sí, TVE a partir d'aquí torna a utilitzar uns sinfines tipus 1999-2001, és a dir, els sinfins en què només apareix el logotip de la cadena, sota fons blau o negre. S'utilitzaven molt en desconnexions o errors de senyal. La seva música era Arion, de Blue States.
- Estiu de 2005:

Apareix una imatge molt similar a la de setembre de 2004 però amb una piscina com a centre.
- 2005-2006:

A la temporada 2005-2006 es manté un estil similar a la imatge de setembre de 2004 però es mostren contrastos entre 2 activitats. Per exemple, passar del sòl d'una pista de ball amb ballarines a un carrer amb gent ballant break dance, o d'un garatge al camp. Els sens fins del logotip són els mateixos, i a més s'amplien amb un altre disseny, encara més sobri i pla.
- Estiu de 2006:

És una imatge innovadora i molt simple, tracta d'elements estiuencs (onades, capbussons, molinets...) que formen el logotip de La 1.
- 2006-2007:

L'11 setembre 2006 apareix una nova imatge corporativa per a La Primera de la mà de El Exilio FX. El logotip blau i blanc de 1999 coexisteix durant aquesta temporada amb un altre logotip gris i sense vores, i amb un altre similar i amb un quadrat blau després del logotip. A les cortinetes de temporada apareixien els presentadors en situacions cridaneres, sempre acompanyats d'una sintonia enganxosa, que també sonava en les cortinetes de connexió/desconnexió, a les quals un gran cub blau era el protagonista. Apareix també a la pantalla la denominació "la Primera", que apareix en totes les seves cortinetes excepte en les d'estiu. Aquí l'estil de les cortinetes comença a simplificar-se de nou. Són una espècie de cortinetes de la darreria dels anys noranta, però amb una imatge i definició millors. Les cortinetes comencen a ser excessivament sòbries per a la seva època. A més, tot i tenir una imatge més cridanera i moderna, i conservar el dinamisme propi d'aquest tipus de dissenys, s'observen errors en la continuïtat de la melodia (hi ha moments de silenci entre una passada i un altre), que ja va a compte pròpia (la primera vegada que no posen música prestada de cantants o compositors des de feia gairebé 10 anys). Per Nadal, les cortinetes canvien de la profunditat de l'enfocament de la càmera característica d'anteriors treballs a mostrar simplement elements com espelmes, boles de Nadal, etc. sota la melodia de la temporada o, si defecte, del mateix tipus que la campanya de tardor, afegint simplement colors més foscos i l'efecte de la neu. A l'estiu, es trien escenaris d'exterior (platges, parcs ...).
- 10 A 30 setembre 2007:

Aquest mes es defineix com un mes de transició entre la imatge de la temporada 2006/2007 i 2007/2008. Apareixen cortinetes d'estiu, que les fan servir també en desconnexions territorials i en connexions (fins aleshores es feia amb una cortineta de setembre de 2006) barrejades amb cortinetes anunciant sèries pròximes a estrenar (Desaparecida, Herederos i la novena temporada de Cuéntame cómo pasó). També es produeix el trànsit de denominació de La Primera a La 1 en algunes promocions, eliminant d'elles el rètol amb la denominació d'aquella temporada. La mosca és la d'abril de 2003.
- '2007-2008: 'El 30 de setembre de 2007 es produeix un canvi de denominació i La Primera passa a anomenar-se, ja definitivament, La 1, unificant el nom de la marca amb La 2. El canvi també es nota en les seves cortinetes, que deixen només el símbol del quadre amb l'"1", eliminant tota mena de detalls.[76][77][78] Es podria classificar com les cortinetes més sòbries i amb menys detalls de totes: el bucle general es completa en tan sols uns pocs segons.[79] Aquesta temporada va ser una mena de transició davant la pròxima arribada d'un canvi d'imatge corporativa radical a l'agost de 2008. Mostra d'això són aquests sens fins gairebé sense coses que destaquin, llevat de la profunditat de la imatge, i la utilització de les ombres. La melodia és, al costat de la de la temporada següent, la més simple i gairebé sense canvis en la seva melodia. Dominen els colors foscos. Per Nadal, s'afegeixen llums, i la melodia es modifica lleument.[80] A l'estiu, el fons es compon de núvols, i el sol afegeix bellesa a la imatge.[81] El 30 de setembre de 2007 la mosca de la 1 (al mig del Telediario) i La 2 és modificada de nou, passant a ser només blanca, i una mica més petita que l'anterior.[82] A l'abril de 2008 es va estrenar una nova mosca (només per a emissions esportives), en la qual la mosca és més gran i el quadrat del "1" gira en forma de cub, per mostrar les anelles olímpiques, davant la proximitat dels Jocs Olímpics que se celebraren a la Xina el mes d'agost. El moviment a la mosca de La 2 és el mateix. Teledeporte té els cinc cercles sota de la mosca.[83]

### Etapa del logotip degradat (des 2008)

Logotip de TVE introduït el 2008. Sota la mateixa font de text, es troben els logos de totes les seves cadenes.

El 31 d'agost de 2008 s'estrena la nova imatge corporativa de RTVE, notant-se el canvi cara al públic sobretot en les "mosques" de tots els canals de TVE, en què desapareix aquesta denominació, mostrant-se únicament en els primers segons després de l'aparició del logotip en els inicis de la programació. Mentrestant, les lletres "tve" passen a ser arrodonides, marcant més gran la "e". A La 1 li correspon el color blau de fons de mosca, en la qual es mostra únicament un "1" de color blanc.
- 2008-2009: Les cortinetes tornen a ser sòbries, amb un bucle que no té coses significatives, llevat de la llum i sobre tot el color (blau i blanc, i de vegades amb tons morats), més viu que en la temporada anterior.[85] En els sens fins domina la línia, i en els quals apareix únicament el logotip amb l'"1" i de vegades, les lletres "tve".[86] Per Nadal, segueix un camí semblant a l'anterior: s'afegeixen les típiques llums, amb algun canvi.[87] A l'estiu, el complement addicional és l'efecte de l'aigua i la modificació de la melodia.[88] Les promos utilitzen gener 1 gegant (en les altres cadenes de TVE posen el seu nom) i els rètols apareixen sobre uns rectangles foscos anomenats "Pastilles Negres".[89]

- Setembre del 2009 -: Després de l'arribada de la nova llei de finançament de TVE en la qual es prohibeix l'emissió de publicitat, es pot considerar l'etapa actual com de transició. Es fa servir la mateixa continuïtat que es va estrenar el 2008, però La 1 comença a utilitzar més les cortinetes on s'indica la durada del tall publicitari. (Tornem en X minuts)[90] A mitjans d'octubre de 2009 apareixen algunes promos amb un nou estil diferent a l'utilitzat fins llavors que coexisteixen amb l'anterior. Desapareixen els requadres negres sota dels rètols i l'1 gegant pel logotip degradat en blanc.[91] A més, es pot notar una modificació en el so de les cortinetes de connexió i desconnexió dels centres territorials.

## Programes
- 59 segundos. Debat polític. Presentat per Maria Casado Paredes.
- Amar en tiempos revueltos. Telenovel·la.
- Cine de barrio. Programa dedicat al cine espanyol. Presentat per Carmen Sevilla
- Comando actualidad. Reportatges.
- Corazón de verano. Magazín de crònica social. Presentat per Anne Igartiburu.
- Corazón, corazón. Magazín de crònica social. Presentat per Jose Toledo.
- Doña Bárbara. Telenovel·la.
- En noches como esta. Programa d'entrevistes. Presentat per Juan Ramón Lucas.
- España Directo. Reportatges d'actualitat. Presentat per Pilar García Muñiz.
- Españoles en el mundo. Docureality.
- Cuéntame cómo pasó. Sèrie de ficció (onzena temporada)
- Gente. Presentat per María Avizanda.
- Informe semanal. Reportatges d'actualitat.
- La película de la semana. Contenidor de cine.
- La Señora. Sèrie de ficció (tercera temporada).
- Los desayunos de TVE. Informatiu matinal. Presentat per Ana Pastor.
- Los Lunnis. Contenidor infantil.(Programa el cual termino emissiones)
- Repor. Reportatges.
- Sacalalengua. Docushow. Presentat per Ana Solanes.
- El coro de la cárcel. (tercera temporada). Docureality.
- La mañana de la 1. Magazín matinal. Presentat per Mariló Montero.[92]
- Sesión de tarde. Contenidor de cine.
- Telediario. Informatiu diario
- Tengo una pregunta para usted. Entrevistes polítiques. Presentat per Lorenzo Milá. Emissió atemporal.
- TVE es música. Contenidor musical.
- Entre todos

## Audiències
Evolució de la quota de pantalla mensual, segons els mesuraments d'audiència elaborats a Espanya per Kantar Media. En verd, els mesos en què va ser líder d'audiència.
| Any  | gener    | febrer | març  | abril | maig   | juny   | juliol | agost    | setembre | octubre | novembre | desembre | Mitjana anual |
| ---- | -------- | ------ | ----- | ----- | ------ | ------ | ------ | -------- | -------- | ------- | -------- | -------- | ------------- |
| 1990 | 58,6%*** | 55,3%  | 51,8% | 51,4% | 50,4%  | 46,3%  | 52,4%  | 53,7%    | 53,0%    | 52,4%   | 51,7%    | 50,8%    | 52,4%         |
| 1991 | 49,4%    | 48,3%  | 46,2% | 44,4% | 42,7%  | 42,3%  | 39,9%  | 39,4%    | 40,4%    | 41,5%   | 39,8%    | 40,0%    | 42,9%         |
| 1992 | 38,5%    | 36,2%  | 36,0% | 34,5% | 33,1%  | 32,1%  | 29,9%  | 28,8%    | 29,0%    | 31,6%   | 30,2%    | 29,6%    | 32,5%         |
| 1993 | 31,0%    | 31,6%  | 32,2% | 31,3% | 30,9%  | 30,8%  | 31,0%  | 26,5%    | 27,1%    | 28,1%   | 28,7%    | 28,4%    | 29,8%         |
| 1994 | 26,0%    | 26,3%  | 26,2% | 26,6% | 26,2%  | 27,8%  | 31,5%  | 27,3%    | 27,3%    | 27,2%   | 27,1%    | 28,1%    | 27,6%         |
| 1995 | 28,1%    | 27,6%  | 28,6% | 26,8% | 27,2%  | 27,5%  | 29,4%  | 27,6%    | 26,1%    | 26,5%   | 26,9%    | 28,7%    | 27,6%         |
| 1996 | 28,2%    | 28,2%  | 29,5% | 28,2% | 26,9%  | 27,3%  | 26,5%  | 26,6%    | 25,7%    | 24,8%   | 25,3%    | 25,9%    | 26,9%         |
| 1997 | 24,7%    | 24,4%  | 25,1% | 24,0% | 23,6%  | 24,3%  | 27,6%  | 26,8%    | 25,6%    | 24,9%   | 25,0%    | 26,4%    | 25,1%         |
| 1998 | 26,5%    | 25,6%  | 24,9% | 25,2% | 24,9%  | 25,8%  | 25,9%  | 26,3%    | 25,0%    | 25,6%   | 25,4%    | 25,9%    | 25,6%         |
| 1999 | 26,0%    | 25,6%  | 25,0% | 24,7% | 24,7%  | 23,4%  | 24,4%  | 25,9%    | 25,0%    | 24,8%   | 25,0%    | 24,6%    | 24,9%         |
| 2000 | 25,2%    | 24,6%  | 24,2% | 24,1% | 23,3%  | 23,9%  | 24,1%  | 25,9%    | 24,1%    | 24,7%   | 24,7%    | 25,4%    | 24,5%         |
| 2001 | 26,0%    | 25,5%  | 25,6% | 24,2% | 24,3%  | 22,5%  | 23,8%  | 23,8%    | 24,2%    | 24,1%   | 25,3%    | 27,0%    | 24,8%         |
| 2002 | 26,0%    | 27,1%  | 24,7% | 24,7% | 25,2%  | 23,5%  | 23,9%  | 23,5%    | 23,9%    | 24,6%   | 24,0%    | 24,6%    | 24,7%         |
| 2003 | 24,2%    | 23,7%  | 23,1% | 23,6% | 23,7%  | 23,1%  | 22,3%  | 22,6%    | 22,9%    | 23,9%   | 24,0%    | 23,4%    | 23,4%         |
| 2004 | 23,3%    | 22,2%  | 23,1% | 22,4% | 22,8%* | 21,5%  | 20,1%  | 20,7%    | 19,5%    | 19,2%   | 20,2%    | 20,9%    | 21,4%         |
| 2005 | 19,8%    | 19,1%  | 18,9% | 19,4% | 18,8%  | 20,1%  | 19,2%  | 19,5%    | 19,3%    | 20,5%   | 20,5%    | 19,5%    | 19,6%         |
| 2006 | 19,7%    | 19,0%  | 19,2% | 19,3% | 18,7%  | 18,1%  | 18,6%  | 18,5%    | 17,9%    | 18,2%   | 18,6%    | 19,4%    | 18,5%         |
| 2007 | 18,3%    | 17,9%  | 18,0% | 17,3% | 16,6%  | 16,3%  | 16,5%  | 16,9%    | 16,2%    | 17,1%   | 17,2%    | 17,6%    | 17,2%         |
| 2008 | 17,0%    | 16,2%  | 17,1% | 16,6% | 16,9%  | 15,4%  | 16,6%  | 17,5%    | 16,4%    | 17,2%   | 17,2%    | 17,9%    | 16,9%         |
| 2009 | 17,6%    | 17,3%  | 17,0% | 16,1% | 16,6%  | 15,7%  | 15,5%  | 15,7%    | 15,7%    | 16,3%   | 16,6%    | 16,6%    | 16,4%         |
| 2010 | 18,6%    | 17,7%  | 16,6% | 15,7% | 15,7%  | 15,3%  | 15,1%  | 15,4%    | 15,3%    | 15,2%   | 15,2%    | 15,5%    | 16,0%         |
| 2011 | 15,2%    | 15,1%  | 14,8% | 14,7% | 14,9%  | 14,6%  | 13,6%  | 13,2%    | 13,9%    | 14,6%   | 14,6%    | 14,6%    | 14,5%         |
| 2012 | 14,2%    | 14,1%  | 12,8% | 13,0% | 13,4%  | 11,5%  | 10,7%  | 12,2%    | 11,1%    | 11,5%   | 10,6%    | 10,8%    | 12,2%         |
| 2013 | 10,8%    | 10,2%  | 10,2% | 10,1% | 11,1%  | 9,6%   | 9,6%   | 9,3%     | 9,9%     | 10,4%   | 10,0%    | 10,0%    | 10,2%         |
| 2014 | 10,4%    | 10,4%  | 9,8%  | 11,0% | 10,3%  | 9,5%   | 8,9%   | 9,3%     | 10,0%    | 9,9%    | 10,0%    | 10,4%    | 10,0%         |
| 2015 | 10,4%    | 10,2%  | 10,0% | 9,9%  | 9,9%   | 9,7%   | 9,0%   | 9,0%     | 9,7%     | 10,0%   | 9,7%     | 10,2%    | 9,8%          |
| 2016 | 10,1%    | 10,2%  | 9,9%  | 10,0% | 10,2%  | 9,5%   | 9,5%   | 10,5%    | 9,4%     | 10,4%   | 10,5%    | 10,9%    | 10,1%         |
| 2017 | 10,5%    | 10,1%  | 10,3% | 9,8%  | 10,5%  | 10,3%  | 9,9%   | 10,2%    | 10,8%    | 10,8%   | 10,6%    | 11,4%    | 10,4%         |
| 2018 | 11,5%    | 11,1%  | 10,5% | 10,2% | 10,7%  | 9,9%   | 10,3%  | 10,0%    | 10,2%    | 10,4%   | 9,9%     | 10,4%    | 10,5%         |
| 2019 | 9,8%     | 9,6%   | 9,2%  | 9,4%  | 9,4%   | 8,7%   | 8,6%   | 8,7%     | 9,5%     | 9,7%    | 9,8%     | 10,0%    | 9,4%          |
| 2020 | 10,2%    | 9,1%   | 10,1% | 9,4%  | 9,1%   | 8,9%   | 8,6%   | 8,7%     | 9,2%     | 8,9%    | 9,3%     | 9,9%     | 9,4%          |
| 2021 | 9,8%     | 8,6%   | 8,7%  | 8,3%  | 8,2%   | 8,1%** | 8,9%   | 8,9%     | 8,7%     | 9,1%    | 9,4%     | 9,0%     | 8,8%          |
| 2022 | 8,9%     | 8,4%   | 8,5%  | 8,3%  | 9,5%   | 8,4%   | 8,5%   | 8,1%**   | 8,6%     | 8,5%    | 10,2%    | 12,7%    | 9,1%          |
| 2023 | 9,4%     | 8,7%   | 9,1%  | 9,0%  | 9,9%   | 9,7%   | 9,9%   | 10,2%    | 10,5%    | 10,4%   | 10,0%    | 10,0%    | 9,7%          |
| 2024 | 10,4%    | 9,8%   | 9,2%  | 9,1%  | 9,1%   | 12,7%  | 14,6%  | 11,1%*** | 9,7%     | 10,1%   | 10,2%    | 10,4%    | 10,5%         |
| 2025 | 10,4%    | 10,5%  | 10,3% | 10,6% | 10,4%  | 10,7%  | 11,1%  |          |          |         |          |          |               |

1. ^ El maig de 2004 va ser líder però empatà en audiència amb Telecinco.